# 大耳狐
大耳狐，又称蝠耳狐、好望狐。是生活在非洲草原上的犬科動物，因其耳朵巨大而得名。大耳狐體毛為黃褐色，耳、腿和臉的一部分為黑色。體長為55厘米，体重3-4.5公斤，耳長達到13厘米，是大耳狐屬唯一的一種。

## 描述

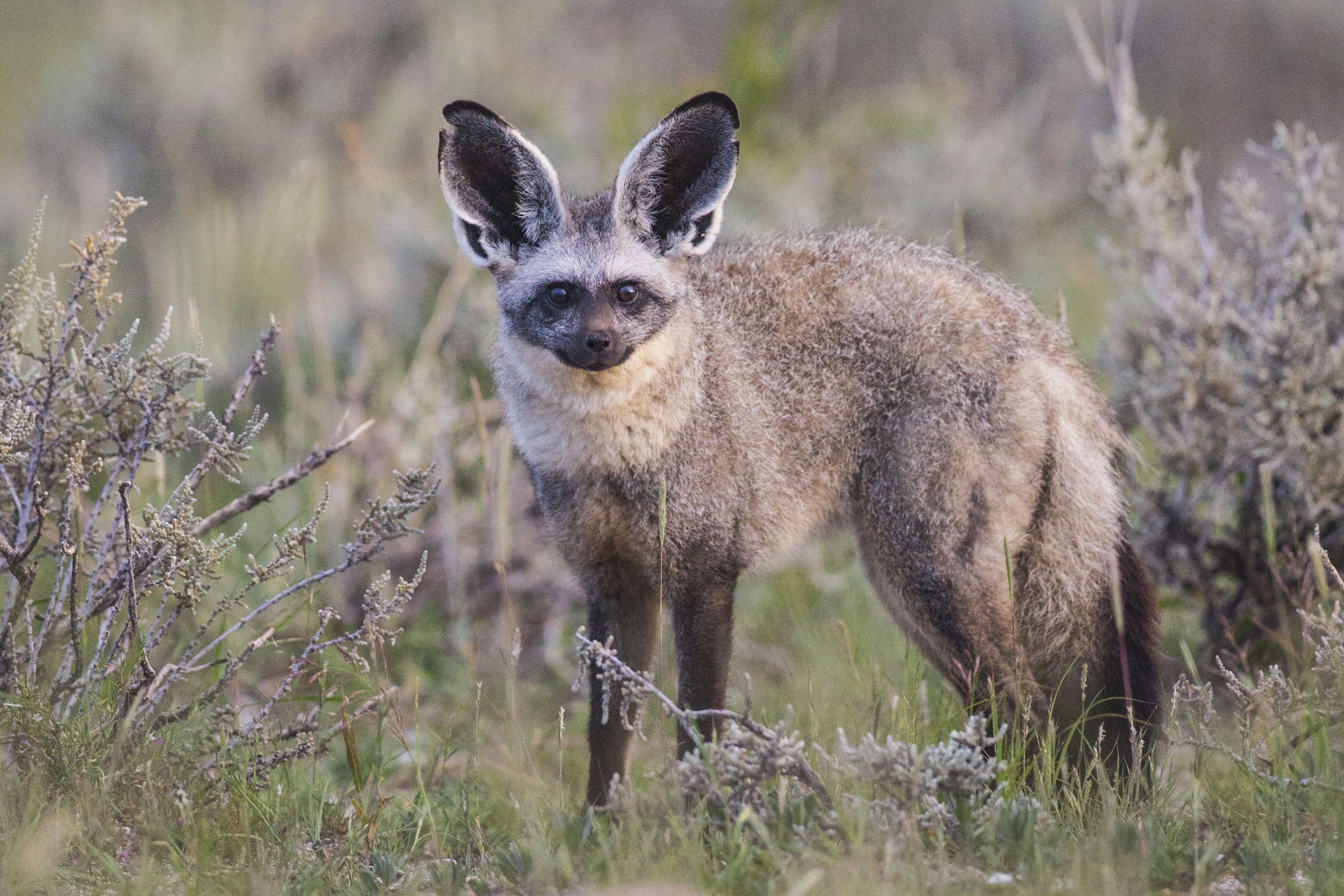

大耳狐的牙齒48颗，比其它犬科动物多6颗，但要比其他犬科動物小許多，這是由於它們適應了主要以昆蟲為食，其食物的80%為昆蟲，這些昆蟲包括白蟻、蝗蟲等等。此外，它們也吃嚙齒類、鳥類和卵，有時也吃水果。
夜行動物，妊娠期60-70天，一般以一對成年狐和幼仔（2-5仔）為單位組成種群，居住在巢穴中。

## 亞種
已知包括以下3個亞種：
- Otocyon megalotis megalotis：南津巴布韋、博茨瓦納、納米比亞和南非
- Otocyon megalotis virgatus：坦桑尼亞、肯尼亞
- Otocyon megalotis canescens：埃塞俄比亞、索馬里)